# Ereswida
Ereswida, conosciuta anche come Eresvida, Hereswith o Hereswyde (VII secolo – VII secolo), fu una regina del regno anglosassone dell'Anglia orientale originaria del regno di Northumbria, ritiratasi poi nel regno dei Franchi per condurre una vita religiosa, vissuta nel settimo secolo. Sorella di santa Ilda di Whitby, fondatrice del monastero di Whitby, i dettagli della sua vita ci sono noti attraverso la Historia ecclesiastica gentis Anglorum di Beda il Venerabile, la Genealogiae regum Anglorum (detta anche Anglian Collection) e le Vitae di sua sorella, santa Ilda di Whitby, e di suo zio sant'Edvino di Deira (conosciuto anche come Edwin di Northumbria). Ereswida è venerata come santa dalla Chiesa cattolica, dalla Chiesa ortodossa e dalla Comunione anglicana.

## Biografia

### Famiglia
La discendenza dai reali di Northumbria di Ereswida può essere tracciata a partire da Edvino di Deira, figlio di Aella di Deira, che, tra il 616 e il 632, unificò il regno di Deira e quello di Bernicia in quello di Northumbria. Ereswida era figlia di Ererico, figlio di un fratello a noi sconosciuto di Edvino.
Dopo la morte di Aella, Etelfrido, re di Bernicia, divenne il sovrano più potente della regione e nel 603, a seguito della battaglia di Degsastan, riuscì a porre sotto il suo controllo anche il regno di Deira, uccidendo probabilmente il successore di Aella sul trono, il re Etelrico, e sposando poi la figlia di Aella, Acha. Etelfrido persuase quindi la moglie ad esiliare il fratello Edvino, ancora bambino, e il nipote Ererico, così da distruggere la discendenza di Deira e lasciare la dinastia berniciana senza rivali per il comando della Northumbria. Negli anni, Edvino trovò dapprima rifugio presso Gwynedd, alla corte del potente re gallese Cadfan dove divenne amico di Cadwallon, figlio di Cadfan, poi alla corte di Cearl, nel regno di Mercia, dove sposò Cwenburh, figlia dello stesso Cearl, e infine presso Redwald, nell'Anglia orientale. Ererico, invece, trovò riparo presso il regno dell'Elmet, allora governato da Ceretic, dove sposò Breguswida, da cui ebbe due figlie, Ereswida e Ilda (nata attorno al 613).
Attorno al 616, Etelrico decise di eliminare del tutto i discendenti della casata di Deira e propose quindi agli ospiti di Ererico e di Edvino di ucciderli. Ceretic acconsentì e fece uccidere Ererico, mentre Redwald decise di marciare contro lo stesso Eterlico che infine sconfisse e uccise nella battaglia del fiume Idle, ponendo poi sul trono di Northumbria lo stesso Edvino. Una volta salito al trono, seppur sotto la pesante influenza di Redwald, uno dei primi atti di Edvino fu quello di vendicare la morte del nipote facendo esiliare Ceretic e associando la sua famiglia alla propria casa.
Circa la loro religiosità, è probabile che sia Edvino che Ererico, entrambi pagani, abbiano incontrato il cristianesimo presso le corti che li ospitavano.

### Battesimo
Alla morte di Redwald, attorno al 624, il potere di Edvino crebbe moltissimo, tanto che egli è ritenuto da Beda, come Redwald prima di lui, un bretwalda, ossia un re supremo. Nel 626, volendo stringere patti con il regno del Kent, egli decise di sposare Etelburga, figlia di re Etelberto del Kent; per fare ciò egli dovette però dare assicurazione che avrebbe rispettato la religione della sposa. Questa giunse accompagnata da san Paolino ed Edvino, come Beda racconta, dopo lunghe meditazioni decise di farsi battezzare a Ebrauc (York) assieme a Breguswida, Ilda ed Ereswida. Ereswida fu quindi testimone e protagonista di una della più importanti conversioni al cristianesimo dell'intera epoca anglosassone.
Poco dopo la conversione, Edvino e Paolino promossero un'opera di conversione nei regni di Lindsey e dell'Anglia orientale, allora governato dal figlio di Redwald, Eorpwald. Quest'ultimo fu però assassinato dopo la conversione e l'aristocrazia dell'Anglia orientale decise quindi di rompere l'alleanza cristiana che Edvino stava tentando di creare. In particolare, in questo periodo guadagnò particolare potere le famiglia del fratello di Redwald, Eni.

### Il matrimonio di Ereswida
Quasi certamente in questo periodo e quasi certamente per volontà di Edvino, Ereswida andò in sposa a un figlio di Eni, Etilrico. Alcuni testi sembrano suggerire che Etilrico sia la stessa persona che viene indicata come Ecgric, che regnò assieme o poco dopo Sigeberht (Sigeberto) nei primi anni trenta del settimo secolo, quando il cristianesimo venne ripristinato in Anglia orientale. In effetti, una tale alleanza voluta da Edvino, suggerisce che Etilrico fosse quasi certamente destinato al trono e forse già convertito al cristianesimo (o comunque già convinto a convertirsi come conseguenza del matrimonio). Nel 632 Edvino fu sconfitto e ucciso da Cadwallon, il suo amico d'infanzia, mentre nel 636 Ecgric e Sigeberht morirono combattendo contro il sovrano pagano di Mercia, Penda. Sul trono dell'Anglia orientale salì quindi Anna, figlio di Eni e cristiano, che regnò fino al 654.

### Il figlio di Ereswida
Il figlio di Ereswida e Etilrico, Ealdwulf, nacque probabilmente nei tardi anni venti del settimo secolo e salì al trono dell'Anglia orientale nel 664, dopo altri due figli di Eni, Ethelhere (che regnò per un solo anno) e Ethelwold (che regnò dal 655 al 664), come erede legittimo della casata dei Wuffinga e regnò fino al 713.

### La partenza di Ereswida per Chelles
Durante gli anni quaranta del settimo secolo, la sorella di Ereswida, Ilda , ricevette gli insegnamenti di sant'Aidano di Lindisfarne. Nel 647 essa intraprese quindi un viaggio fino alla corte di re Anna, nell'Anglia orientale, per congiungersi con sua sorella Ereswida, tuttavia questa era già partita alla volta del regno dei Franchi, volendosi dedicare completamente ad una vita religiosa e non essendoci ancora monasteri esclusivamente femminili nel suo regno. Stando a quanto racconta Beda il Venerabile, essa si recò all'abbazia di Chelles, sede di un oratorio reale, dove rimase per il resto della sua vita.
Dopo un anno di permanenza nell'Anglia orientale, Ilda tornò nel regno di Northumbria per dirigere il monastero di Hartlepool e per fondare poi l'abbazia reale di Whitby, che diventerà anche il santuario di Edvino, canonizzato dopo la morte.

## Equivoci sull'identità di Ereswida
L'identificazione del marito di Ereswida con Etilrico è mostrata sia nell'albero genealogico presente nella Genealogiae regum Anglorum che nell'elenco dato nella Historia Brittonum e in entrambe le opere esso viene descritto come padre di Ealdwulf. Nella Historia ecclesiastica gentis Anglorum, invece, Beda dice che Ilda era la zia di Ealdwulf. Le versioni che vedono Ereswida come moglie di Ethelhere o di Anna non sono molto credibili poiché vedrebbero la partenza di Ereswida per Chelles, o comunque per la propria vita religiosa, precedente alla morte del marito. Etilrico era invece probabilmente già morto nel 647 e Ecgric è l'unico sovrano con cui questo figlio di Eni può essere identificato. Sempre la Genealogiae regum Anglorum elenca poi Elfwald come figlio di Ealdwulf e non, come altri scritti sostengono, di Etilrico e Ereswida.